# Sarah Osborne
Sarah Osborne (variadamente deletreado Osbourne, Osburne, o Osborn; nacida Warren, anteriormente Prince, ca. 1643-10 de mayo de 1692) fue una de las primeras mujeres en ser acusadas de brujería en los Juicios de Salem en 1692.

## Primeros años y primer matrimonio
Nacida como Sarah Warren, se casó con un  hombre destacado llamado Robert Prince. Era el hermano de una mujer que se casó con un miembro de la prominente familia Putnam. Se mudó con su marido a Salem en 1662, donde la pareja tuvo dos hijos y una hija: Joseph, James y Elizabeth. Robert Prince murió en 1674.

## Acusación
Sarah se convirtió en una de las primeras acusadas de brujería en el comienzo del año 1692, cuando Betty Parris se enfermó de una enfermedad desconocida. Las niñas afirmaron que Sarah Osborne, Tituba y Sarah Good habían provocado su enfermedad. Elizabeth "Betty" Hubbard también acusó a Osborne de afligirla, describiéndolo como pellizcos y pinchazos con agujas de tejer.
Las tres mujeres fueron consideradas marginadas sociales, aunque por diferentes razones. Osborne no había asistido a la iglesia en casi tres años debido a una larga enfermedad, y todavía estaba tratando con asuntos legales con la familia Putnam. Las acusaciones contra Osborne probablemente fueron producto de poderosas sugerencias de la familia Putnam. La orden de detención de Sarah Osborne fue escrita para el 1 de marzo de 1692. Ella permaneció en las cárceles de Boston mientras duraron sus exámenes y juicios. Murió en la cárcel el 10 de mayo de 1692, se cree que tenía 49 años de edad.

## Medios de comunicación
- Osborne es mencionada en la versión original de la obra de Arthur Miller The Crucible pero no aparece como personaje. Miller la añadió (junto con otros personajes) a una escena del tribunal cuando escribió el guion para la adaptación en película de 1996. En el drama, su nombre es deletreado "Osburn". Fue interpretada como un personaje muy patético por la actriz Ruth Maleczech, una mendiga empobrecida y evidentemente trastornada, pero también consciente de que está en grave peligro. Como ninguna evidencia indica que Osborne estuviera mentalmente enferma, su personaje en la película puede ser un compuesto de Osborne y Sarah Good, la última de las cuales sabía murmurar e insistir en que estaba recitando los Diez Mandamientos, al igual que el personaje de Osborne en la película.
- "Goody Osburn" es mencionada en el episodio 5 de la temporada 3 de la serie televisiva True Blood.